# Kamienka (rejon diemidowski)
Kamienka (ros. Каменка) – wieś (ros. деревня, trb. dieriewnia) w zachodniej Rosji, w osiedlu wiejskim Zaborjewskoje rejonu diemidowskiego w obwodzie smoleńskim.

## Geografia
Miejscowość położona jest przy drogach regionalnych 66N-0527 (66N-0504 – Kamienka – Szaszuty) i 66N-0504 (Prżewalskoje – Chołm – 66K-11), 9 km od centrum administracyjnego osiedla wiejskiego (Zaborje), 7,5 km od centrum administracyjnego rejonu (Diemidow), 70,5 km od stolicy obwodu (Smoleńsk), 37 km od granicy z Białorusią.
W granicach miejscowości znajduje się ulica Ługowaja (8 posesji).

## Demografia
W 2010 r. w miejscowości zamieszkiwało 5 osób.

## Historia
W czasie II wojny światowej od lipca 1941 roku wieś była okupowana przez hitlerowców. Wyzwolenie nastąpiło we wrześniu 1943 roku.
Na mocy uchwały z dnia 28 maja 2015 roku wszystkie miejscowości (w tym Kamienka) zlikwidowanej jednostki administracyjnej Karcewskoje weszły w skład osiedla wiejskiego Zaborjewskoje.